# Andrzej Malinowski (prawnik)
Andrzej Piotr Malinowski (ur. 5 kwietnia 1943 w Jarosławiu, zm. 22 marca 2021 w Warszawie) – polski prawnik, profesor nauk prawnych, profesor zwyczajny Uniwersytetu Warszawskiego, specjalista w zakresie logiki prawniczej i statystyki; zajmował się problematyką polskiego języka prawnego.

## Życiorys
Liceum ukończył we Wrocławiu. Studia ukończył na Wydziale Prawa i Administracji Uniwersytetu Warszawskiego. W 1969 uzyskał stopień doktora nauk prawnych po obronie dysertacji Zastosowanie metod i pojęć cybernetycznych do modelowania procesu stosowania norm prawa. W 1978 habilitował się na podstawie dzieła System dostarczający informacji o funkcjonowaniu sądów. Analiza modelowa na przykładzie postępowań cywilnych. W 2007 uzyskał tytuł naukowy profesora nauk prawnych.
Powierzono mu stanowisko profesora zwyczajnego na Wydziale Prawa i Administracji Uniwersytetu Warszawskiego. Był kierownikiem i założycielem Katedry Logiki i Informatyki Prawniczej. Pełnił funkcję członka Zarządu Fundacji Uniwersytetu Warszawskiego. Był przez dwie kadencje Przewodniczącym Rady Naukowej Instytutu Nauk o Państwie i Prawie na tym Wydziale. Przez dwie kadencje był także prodziekanem ds. studenckich.
Wyróżniony Medalem Uniwersytetu Warszawskiego oraz Złotym Krzyżem Zasługi. W 2013 wydano na jego cześć publikację pt. Prawo, język, logika. Księga jubileuszowa profesora Andrzeja Malinowskiego (red. Sławomir Lewandowski, Hanna Machińska, Jacek Petzel, ISBN 978-83-7806-974-4).
Pochowany na Starym Cmentarzu w Jarosławiu.

## Publikacje
Autor książek:
- Wstęp do badań cybernetycznych w prawoznawstwie, Warszawa 1977
- System dostarczający informacji o funkcjonowaniu sądów. Analiza modelowa na przykładzie postępowań cywilnych, Warszawa 1978
- Polski język prawny. Wybrane zagadnienia, Warszawa 2006
- Systematyka wewnętrzna ustawy, Warszawa 2007
- Teksty prawne Unii Europejskiej. Opracowanie treściowe i redakcyjne oraz zasady ich publikacji, Warszawa 2010
- Pytania i odpowiedzi. Teoria i zastosowanie w postępowaniu karnym oraz cywilnym, Warszawa 2012
- Redagowanie tekstu prawnego, Warszawa (3 wydania), ostatnie Warszawa 2012
- Podstawy statystyki z elementami demografii, Warszawa 2009
- Statystyka w administracji, Warszawa 2015
- Błędy formalne w tekstach prawnych, Warszawa 2019

Współautor i redaktor naukowy książek:
- Wprowadzenie do technik decyzyjnych i organizatorskich, Warszawa 1985
- Zarys metodyki pracy legislatora, Warszawa 2009
- Logika dla prawników, (11 wydań), ostatnie Warszawa 2019
- Logika dla prawników. Słownik encyklopedyczny, (2 wydania) ostatnie Warszawa 2012
- Przewodnik do ćwiczeń z logiki dla prawników, (6 wydań), ostatnie Warszawa 2016

Ponadto autor kilkudziesięciu artykułów naukowych.